# Özgür Çelik
Özgür Çelik (* 5. Januar 1986 in Bulanık) ist ein türkischer Fußballspieler.

## Karriere
Çelik startete mit dem Vereinsfußball 1999 in der Jugend von İnegölspor und wurde hier 2005 als Profispieler in den Kader der ersten Mannschaft aufgenommen. In dieser Mannschaft eroberte er sich schnell einen Stammplatz und behielt diesen bis zu seinem Abschied zum Sommer 2007. Anschließend wechselte er zu Beypazarı Şekerspor und war hier bis zum Sommer 2011 tätig. Dabei verbrachte er die Rückrunde der Spielzeit 2007/08 als Leihspieler beim Ligakonkurrenten Küçükköyspor.
Nach Einjahresperioden bei Konya Şekerspor und Körfez FK wechselte er zum Sommer 2013 zum Zweitligisten Adana Demirspor. Wenige Wochen später wurde sein Vertrag bei Demirspor wieder aufgelöst, sodass Çelik zum Drittligisten Hatayspor wechselte.